# فهرست برنامه‌های واژه‌پرداز
در زیر فهرستی از چشمگیر‌ترینِ برنامه‌های پردازشگر واژه آمده است.
(پردازشگر واژه مانند مایکروسافت ورد، پردازشگر نوشتار مانند نت‌پد‌پلاس‌پلاس)

## برنامه‌های واژه‌پرداز

### نرم‌افزارهای رایگان و نوشتار‌باز
- AbiWord - موجود برای AmigaOS، لینوکس، ReactOS و Solaris
- آپاچی اوپن‌آفیس رایتر - موجود برای لینوکس، مک‌او‌اس و ویندوز.
- Calligra Words - موجود برای لینوکس و ویندوز
- نویسنده آنلاین Collabora - موجود برای اندروید، کروم‌او‌اس، آی‌او‌اس، آیپد‌او‌اس، لینوکس، مک، آنلاین و ویندوز
- گنو تک‌مک – سیستم آماده‌سازی سند – موجود برای لینوکس، مک‌او‌اس و ویندوز
- گروف - موجود برای بی‌اس‌دی و لینوکس
- LibreOffice Writer - موجود برای لینوکس، مک‌او‌اس و ویندوز، و نسخه‌های غیررسمی: اندروید، کروم‌او‌اس، فری‌بی‌اس‌دی، هایکو، آی‌او‌اس، آیپد‌او‌اس، اوپن‌بی‌اس‌دی، نت‌بی‌اس‌دی و Solaris
- LyX – TeX – موجود برای کروم‌او‌اس، هایکو، OS/2، لینوکس، مک‌او‌اس، یونیکس و ویندوز
- TextEdit - موجود برای مک‌او‌اس و لینوکس
- WordGrinder - برای لینوکس، مک‌او‌اس و ویندوز موجود است.

### مجموعه نرم‌افزارهای رایگان و اختصاصی
- برگه‌های اپل - موجود برای آی‌او‌اس، آیپد‌او‌اس، مک‌او‌اس و آنلاین
- پردازشگر نوشتار آتلانتیس - برای ویندوز موجود است
- باراها - موجود برای ویندوز
- بین - موجود برای مک‌او‌اس
- DavkaWriter - موجود برای مک‌او‌اس و ویندوز
- پیش‌نویس نهایی - پردازشگر نوشتار فیلمنامه/تله‌پلی، موجود برای مک‌او‌اس و ویندوز
- ادوبی فریم‌میکر – ویندوز
- واژه‌پرداز Gobe Productive - ویندوز و لینوکس
- اسناد گوگل
- هانگول (همچنین با نام HWP شناخته می‌شود) - ویندوز، مک و لینوکس
- نویسنده اطلاعات معماری (IA Writer) – مک، آی‌او‌اس
- آی‌بی‌ام اسکریپت – آی‌بی‌ام ماشین مجازی/۳۷۰
- IBM SCRIPT/VS – سیستم‌های IBM z/VM یا z/OS
- ایچیتارو - واژه‌پرداز ژاپنی تولید شده توسط JustSystems
- ادوبی اینکپی - مک و ویندوز
- ناشر iStudio - مک
- جارت – ویندوز
- جاست سیستمز – ویندوز
- Mathematica - پردازش نوشتار فنی و علمی
- ملل – مک
- مایکروسافت ورد - آنلاین، ویندوز و مک
- نکست کلود
- نویسنده نیسوس - مک
- نوتا بن - ویندوز، مک
- فقط دفتر
- دفتر پولاریس - اندروید و ویندوز موبایل
- پلی‌ادیت - ویندوز
- RagTime – ویندوز و مک
- Scrivener - ویندوز، مک و لینوکس
- نویسنده فناوری - سیستم عامل RISC
- کنترل نوشتار - کتابخانه SDK پردازش نوشتار
- TextMaker - ویندوز و لینوکس
- ThinkFree Office Write – ویندوز، مک و لینوکس
- اولیس – مک، آیپد او اس، آی او اس
- WordPerfect – ویندوز و لینوکس
- WPS Writer – ویندوز و لینوکس
- بنویس آنلاین

## همچنین ببینید
- مقایسه پردازشگرهای نوشتار
- فهرست مجموعه‌های اداری
- فهرست ویرایشگرهای نوشتار
- مجموعه آفیس آنلاین
- برگه گسترده آنلاین